# Олимпијски пламен
Олимпијски пламен је једно од најпознатијих олимпијских знамења. Симбол вечне ватре, односно пламена, потиче из Грчке митологије у којој је позната прича о Прометеју који је украо ватру богу Зевсу, па је затим поклонио људима. Тај мотив су Грци искористили па су за време древних Олимпијских игара увек одржавали вечну ватру.
На модерним олимпијским играма пламен је први пут горео на Олимпијским играма у Амстердаму, 1928. Пламен је горео током целих Игара, али је упаљен и угашен без икакве церемоније. Од Олимпијских игара у Берлину, 1936. године. Олимпијски пламен се олимпијском бакљом штафетним трчањем носи до града домаћина Игара.
Идеју за бакљу је дао професор из Берлина Карл Дим, а МОК ју је представио представник НОК Немачке Теодор Леванд, што је одмах прихваћено. Прва олимпијска бакља која је ношена од Олимпије до Белина 1936, направљена је као копија античке бакље по цртежу једне керамичке посуде. Дизајнер је био Карл Дим. 
Прва олимпијска бакља била је тешка 460 грама и висока 27 цм, а пламен је обезбеђивало магнезијумско пуњење. Те године бакља је прешла за 8 дана пут од Олимпије до Берлина од 3.422 километра а носило ју је 3.422 тркача. На свом путу прошла је и кроз Београд. 

## Паљење и одржавање Олимпијског пламена
Данас је уобичајен поступак да се пламен упали у Грчкој у Олимпији уз помоћ сунчеве светлости уз помоћ конкавног огледала, према древним обичајима. Паљење обављају жене обучене у одећу античких свештеница бога Зевса. Затим тако настали пламен, као Олимпијску бакљу штафетно носе хиљаде тркача, преко свих континената, до града у којем ће се одржавати Олимпијске игре и на крају, до истакнутог места на Олимпијском стадиону на којем ће пламен, пламтети све време одржавања игара.
Поступак преношења бакље из Грчке до места одржавања Игара, зависно од удаљености, не преноси се увек трчећи, јер је наравно то немогуће, када се ради о другом континенту. Ипак покушава се да бакља већи део пута пређе на тај начин. Бити носилац Олимпијске бакље је посебна част, коју добијају заслужни спортисти из земље кроз коју бакља пролази на свом путу. Завршни део је доношење бакље на стадион приликом свечаности отварања Игара, где се пламеном из бакље упали ватру на истакнутом горионику на стадиону, који је обично великих димензија да пламен буде видљив из сваког дела стадиона.

## Палиоци Олимпијског пламена
Посебна се част указује особи која приликом отварања Игара донесену бакљу преузима као последњи носилац, те пламеном из бакље упали ватру на самом стадиону, симболизујући тако почетак Игара. Иако је пламен упаљен много раније и донесен бакљом, тај последњи носилац се назива палилац Олимпијског пламена. Ту личност бира земља домаћин, а уобичајено је да то буду заслужни спортисти и то најчешће они који се више активно не такмиче. Понекад домаћин одабере да то буде и нека личност која није директно везана за врхунски спорт. Тако је (на пример) на Олимпијским играма у Монтреалу 1976. одлучено да ватру упале заједно двоје младих спортиста, и то младић из француског говорног подручја Канаде и девојка из енглеског говорног подручја, чиме је симболизовано заједништво та два дела земље домаћина.
Бити палилац Олимпијског пламена је част која се догађа једном у животу и једна је од највећих почасти у свету спорта.

## Списак палиоца Олимпијског пламена
| Летње олимпијске игре | Летње олимпијске игре | Летње олимпијске игре                                                                       | Летње олимпијске игре    | Зимске олимпијске игре | Зимске олимпијске игре | Зимске олимпијске игре                              | Зимске олимпијске игре                            |
| --------------------- | --------------------- | ------------------------------------------------------------------------------------------- | ------------------------ | ---------------------- | ---------------------- | --------------------------------------------------- | ------------------------------------------------- |
| Година                | Град домаћин          | Палилац                                                                                     | Спорт                    | Година                 | Град домаћин           | Палилац                                             | Спорт                                             |
| 1936.                 | Берлин                | Фриц Сцилген                                                                                | атлетика                 |                        |                        |                                                     |                                                   |
| 1948.                 | Лондон                | Џон Марк                                                                                    | атлетика                 |                        |                        |                                                     |                                                   |
| 1952                  | Хелсинки              | Паво Нурми                                                                                  | атлетика                 | 1952.                  | Осло                   | Еигил Нансен                                        | унук поларног истраживача Фритјофа Нансена        |
| 1956.                 | Мелбурн Стокхолм      | Роналд Кларк Ханс Викне                                                                     | атлетика                 | 1956.                  | Кортина Дампецо        | Гвидо Кароли                                        | брзо клизање                                      |
| 1960.                 | Рим                   | Ђанкарло Перис                                                                              | атлетика                 | 1960.                  | Скво Вели              | Кен Хенри                                           | брзо клизање                                      |
| 1964.                 | Токио                 | Јошинори Сакаи                                                                              | атлетика                 | 1960.                  | Инзбрук                | Јозеф Рајдер                                        | алпско скијање                                    |
| 1968.                 | Мексико               | Норма Енрикета Базилио де Сотело                                                            | атлетика                 | 1968.                  | Гренобл                | Ален Калма                                          | уметничко клизање                                 |
| 1972.                 | Минхен                | Гинтер Цан                                                                                  | атлетика                 | 1972.                  | Сапоро                 | Хидеки Такада                                       | брзо клизање                                      |
| 1976.                 | Монтреал              | Сандра Хендерсон Стив Префонтејн                                                            | гимнастика атлетика      | 1976.                  | Инзбрук                | Кристл Хас Јозеф Фајстмантл                         | алпско скијање санкање                            |
| 1980.                 | Москва                | Сергеј Белов                                                                                | кошарка                  | 1980.                  | Лејк Плесид            | Чарлс Кер                                           | психолог на Универзитету у Аризони                |
| 1984.                 | Лос Анђелес           | Рафер Џонсон                                                                                | атлетика                 | 1984.                  | Сарајево               | Санда Дубравчић                                     | уметничко клизање                                 |
| 1988.                 | Сеул                  | Сон Ке-чунг                                                                                 | атлетика                 | 1988.                  | Калгари                | Робин Пери                                          | уметничко клизање                                 |
| 1992.                 | Барселона             | Антонио Реболо                                                                              | стреличарство            | 1992.                  | Албервил               | Мишел Платини Франсоа-Сирил Гранж                   | фудбал                                            |
| 1994.                 |                       |                                                                                             |                          | 1994.                  | Лилехамер              | Хакон Магнус                                        | норвешки принц                                    |
| 1996.                 | Атланта               | Мухамед Али                                                                                 | бокс                     |                        |                        |                                                     |                                                   |
| 1998.                 |                       |                                                                                             |                          | 1998.                  | Нагано                 | Мидори Ито                                          | уметничко клизање                                 |
| 2000.                 | Сиднеј                | Кети Фримен                                                                                 | атлетика                 |                        |                        |                                                     |                                                   |
| 2002.                 |                       |                                                                                             |                          | 2002.                  | Солт Лејк Сити         | хокејашки тим САД                                   | хокеј на леду                                     |
| 2004.                 | Атина                 | Николаос Какламанакис                                                                       | једрење                  |                        |                        |                                                     |                                                   |
| 2006.                 |                       |                                                                                             |                          | 2006.                  | Торино                 | Стефанија Белмондо                                  | скијашко трчање                                   |
| 2008                  | Пекинг                | Ли Нинг                                                                                     | гимнастика               |                        |                        |                                                     |                                                   |
|                       |                       |                                                                                             |                          | 2010.                  | Ванкувер               | Катриона Лемеј Доан Стив Неш Ненси Грин Вејн Грецки | брзо клизање кошарка алпско скијање хокеј на леду |
| 2012.                 | Лондон                | Дизајр Хенри Кејти Кирк Ејдан Рејнолдс Адел Трејси Колам Ерлај Џордан Дакит Камерон МекРичи | атлетика једрење веслање |                        |                        |                                                     |                                                   |
| .                     |                       |                                                                                             |                          | 2014.                  | Сочи                   | Ирина Роднина Владислав Третјак                     | уметничко клизање хокеј на леду                   |
| 2016.                 | Рио де Жанеиро        | Вандерлеи де Лима Џорџ Гомес                                                                | атлетика                 |                        |                        |                                                     |                                                   |
|                       |                       |                                                                                             |                          | 2018.                  | Пјонгчанг              | Јуна Ким                                            | уметничко клизање                                 |
| 2020.                 | Токио                 | Наоми Осака Ајака Такаши                                                                    | тенис бадминтон          |                        |                        |                                                     |                                                   |
|                       |                       |                                                                                             |                          | 2022.                  | Пекинг                 | Динигир Јиламуђанг Џао Ђавен                        | скијање                                           |
| 2024.                 | Париз                 | непознато                                                                                   | непознато                |                        |                        |                                                     |                                                   |